# Dsüüncharaa
Dsüüncharaa (mongolisch Зүүнхараа) ist der Hauptort des Mandal Sum im Selenge-Aimag im Norden der  Mongolei. Die Zahl der Einwohner beträgt etwas unter 20.000 (2006).
Seit 1943 besteht in Dsüüncharaa eine Getränke- und Alkoholfabrik mit einer modernen Kapazität von 15 Tonnen Wodka in 24 Stunden.